# Salvatore Greco (Mafioso, 1927)
Salvatore Greco (* 7. Juli 1927; † 1999) war ein hochrangiges Mitglied der Sizilianischen Mafia, der wegen seiner prominenten Geschäftsbeziehungen auch „Il Senatore - Der Senator“ genannt wurde.

## Kriminelle Laufbahn
Salvatore wurde als eines von sechs Kinder seiner Eltern Giuseppe „Piddu u Tinenti - Piddu der Leutnant“ Greco und Mutter Caterina, geborene Ferrara, in eine einflussreiche Familie der ländlichen Mafia aus Ciaculli und Croceverde-Giardini hineingeboren. Salvatores Vater „Piddu u Tinenti“ war Gabellotto einer 300 Hektar großen Zitrusplantage und führte eine blutige Familienfehde gegen die beiden Fraktionen aus dem benachbarten Ciaculli und Salvatores Onkel Giuseppe und Pietro Greco. Sein älterer Bruder Michele (1924–2008) stieg 1978 zum Vorsitzenden der Cupola auf.
Salvatore galt wegen seiner exzellenten Verbindungen zur Palermitaner Elite als „Königsmacher“ christdemokratischer Politiker wie Giovanni Gioia, Vito Ciancimino und Giuseppe Insalaco. Viele dieser Persönlichkeiten wurden von Michele und ihm zu Wein und Festbanketten eingeladen und nahmen an Jagdausflügen auf dem Familienanwesen La Favarella teil. La Favarella diente außerdem als Zufluchtsort für Mafiosi und geheime Heroinraffinerie. Aufgrund seiner Abgeschiedenheit wurden hier auch Morde an Konkurrenten durchgeführt.

## Haft und Tod
Während des Maxi-Prozesses gelang es Salvatore Greco, Druck auf Salvo Lima und andere Politiker auszuüben und die Strafverfolgung damit erheblich zu behindern. Enthüllungen durch Pentiti und die Ergebnisse der polizeilichen Ermittlungsarbeit machten bald deutlich, dass Salvatore Greco eine der Schlüsselfiguren in der Führung von Cosa Nostra darstellte und bereits 1982 ein Haftbefehl gegen ihn erlassen wurde. Er konnte jedoch bis zu seiner Festnahme fast zehn Jahre später im Jahr 1991 flüchtig bleiben Salvatore Greco wurde im Jahr 1991 verhaftet, als er ein Krankenhaus betrat, weil er befürchtete, an einem Herzinfarkt zu sterben, obwohl sich dies aus medizinischer Sicht als unbegründet erweisen sollte.
Als er festgenommen wurde, stellte er keine bedeutende Figur in Cosa Nostra mehr dar, da sich die Familie Greco seit mehreren Jahren im Niedergang befand. Greco wurde kein Pentito und starb schließlich im Jahr 1999 im Alter von 72 Jahren im Krankenhausgefängnis an Krebs.
Salvatores Sohn Giuseppe versuchte vierzig Jahre später zusammen mit seinem Cousin Leandro Greco einen Neuaufstieg der mächtigen Greco-Familie und ein Wiederbeleben der Cupola, was jedoch von der Polizei vereitelt wurde.